# 柏田千秋
柏田 千秋（かしだ ちあき、1976年10月19日 - ）は、日本の元タレント。元女子プロレスラー。大阪府出身。身長170cm、体重60kg。血液型A型。
アストレス1期生として、吉本女子プロレスJd'に入団。2001年4月29日の後楽園ホール大会における、対大森彩乃戦でデビュー。2002年3月31日の後楽園ホール大会おける、対桜花由美、東城えみ、石川美津穂組戦（パートナーは賀川照子と古田圭子）でアストレスを卒業した。そのアストレスを卒業後は芸能活動を続けていたが、現在は引退している。2003年のM-1グランプリに、救世忍者乱丸とのコンビ「リング姉妹」で出場し3回戦まで駒を進め、活躍した。2005年7月3日の賀川照子プロレス引退式で、山本千歳とともに1日限定で復帰し、久々にリングに上がった。

## 写真集
- 綺麗事始（鹿砦社）

## 映画
- ワイルドフラワーズ

## CD
- HAPPY☆HAPPY